# Campbell Johnstone
Pour les articles homonymes, voir Johnstone.

a Compétitions nationales et continentales officielles uniquement.

b Matchs officiels uniquement.
Dernière mise à jour le 3 octobre 2018.
 Campbell Robert Johnstone, né le 7 janvier 1980 à Waipukurau (Nouvelle-Zélande), est un joueur international néo-zélandais de rugby à XV qui a joué avec les All Blacks au poste de pilier.

## Biographie
Campbell Johnstone a débuté avec la province de Canterbury en 2002 et a joué 35 matches de championnat des provinces et inscrit 7 essais sous ce maillot. Il a également disputé 38 matches de Super 12 et Super 14 pour les Crusaders.
Il a disputé son premier test match le 10 juin 2005 contre l'équipe des Fidji. Ses deux autres capes ont été obtenues la même année contre les Lions britanniques et irlandais.

## Vie privée
En 2023, il est le premier joueur de rugby des All Blacks à faire son coming out .